# South Alamo
South Alamo è un census-designated place degli Stati Uniti d'America situato nella contea di Hidalgo dello Stato del Texas.
La popolazione era di 3.361 persone al censimento del 2010. Fa parte dell'area metropolitana di McAllen–Edinburg–Mission.

## Geografia fisica
South Alamo è situata a 26°09′03″N 98°06′43″W (26.150741, -98.111956).
Secondo lo United States Census Bureau, ha un'area totale di 2,0 miglia quadrate (5,2 km²).

## Società

### Evoluzione demografica
Secondo il censimento del 2000, c'erano 3.101 persone, 649 nuclei familiari e 608 famiglie residenti nella città. La densità di popolazione era di 1.536,2 persone per miglio quadrato (592,7/km²). C'erano 703 unità abitative a una densità media di 348,3 per miglio quadrato (134,4/km²). La composizione etnica della città era formata dal 97,07% di bianchi, lo 0,19% di afroamericani, lo 0,29% di asiatici, l'1,68% di altre razze, e lo 0,77% di due o più etnie. Ispanici o latinos di qualunque razza erano il 98,39% della popolazione.
C'erano 649 nuclei familiari di cui il 70,6% aveva figli di età inferiore ai 18 anni, il 76,6% aveva coppie sposate conviventi, il 12,3% aveva un capofamiglia femmina senza marito, e il 6,2% erano non-famiglie. Il 4,8% di tutti i nuclei familiari erano individuali e l'1,8% aveva componenti con un'età di 65 anni o più che vivevano da soli. Il numero di componenti medio di un nucleo familiare era di 4,78 e quello di una famiglia era di 4,92.
La popolazione era composta dal 45,6% di persone sotto i 18 anni, l'11,6% di persone dai 18 ai 24 anni, il 28,5% di persone dai 25 ai 44 anni, il 10,9% di persone dai 45 ai 64 anni, e il 3,3% di persone di 65 anni o più. L'età media era di 20 anni. Per ogni 100 femmine c'erano 104,1 maschi. Per ogni 100 femmine dai 18 anni in giù, c'erano 103,9 maschi.
Il reddito medio di un nucleo familiare era di 13.906 dollari e quello di una famiglia era di 14.598 dollari. I maschi avevano un reddito medio di 14.944 dollari contro i 11.094 dollari delle femmine. Il reddito pro capite era di 3.162 dollari. Circa il 66,2% delle famiglie e il 69,2% della popolazione erano sotto la soglia di povertà, incluso il 76,7% di persone sotto i 18 anni e il 75,9% di persone di 65 anni o più.